# Museu Real de Ontário
O Museu Real de Ontário (em inglês:  Royal Ontario Museum) está localizado em Toronto, antiga capital do Canadá.
Este museu começou a ser construído na Província de Ontário, em 16 de Abril de 1912, abrindo dois anos mais tarde, em 1914.
Devido à cada vez maior coleção o Museu Real de Ontário teve de ser expandido três vezes. A primeira vez em 1933, a segunda em 1978 e a terceira em 2005. Desta última, o arquiteto foi o famoso Daniel Libeskind, um arquiteto estadunidense nascido em 1946.